# Estremadura
 Ovo je glavno značenje pojma Estremadura. Za druga značenja pogledajte Estremadura (razdvojba).
Estremadura je povijesna regija na obali Atlantskog oceana u središnjem dijelu Portugala, gdje je smješten Lisabon, glavni grad. Većinom zauzima poluotok na zapadu estuarija rijeke Tajo.
Regiju Estremadura ne treba miješati sa španjolskom autonomnom zajednicom Ekstremadura, koja se na hrvatski također prevodi i kao Estremadura. 
U svakom slučaju, naziv obiju regija dolazi od činjenice što su za vrijeme Rekonkviste (oslobođenja Pirenejskog poluotoka od Arapa) bile granice, ekstremi (španjolski extremo) kršćanskog teritorija.